# Чавдар (компания)
Вижте пояснителната страница за други значения на Чавдар.
„Чавдар“ е компания в Ботевград и марка произвеждани от нея автобуси, тролейбуси, автомобили.

## История
През 1924 г. младият майстор-колар Рачо Вълков Джамбов 1894 – 1983) създава собствена коларо-железарска работилница в  Ботевград (тогава още наречен Орхание). През 1927 г. той се среща с Иван Вълков, собственик на агенция за осъществяване на пътнически превози в околността, който дотогава използва бракувани военни линейки, приспособени за съответната цел. Вълков предоставя на Рачо Джамбов едно шаси от Фиат, върху което е надстроена и първата каросерия на ботевградския майстор. Така от 1928 г. Рачо Джамбов започва изработването на малки серии от пътнически надстройки с по 8 и 12 места.
До 1930 г. в Орхание са изработени общо около 12 пътнически каросерии от всякакъв тип, а не след дълго производството на работилницата нараства до 12 – 13 надстройки годишно.
През 1930 г. след изпит пред Софийската търговско-индустриална камара Рачо Джамбов получава майсторско свидетелство по изработване на каросерии. През 1934 г. е изработен и първият закрит автобус върху товарно шаси от Мерцедес-Бенц. През 1935 г. Рачо Джамбов е поканен в София от Йосиф Савицки, тогавашният вносител на Крайслер (и останалите фирмени подразделения Додж, Плимут и Фарго), с предложение за съвместна работа. В резултат от тази среща е сключено дългосрочно споразумение за серийно производство на автобуси, чиито шасита да бъдат доставяни само от Савицки, а каросериите – изработвани от Джамбов. Не след дълго с посредничеството на автомобилния търговец Рачо Джамбов започва да изпълнява и поръчки на представителството на Леон Арие, който по това време е официален вносител на Мерцедес.
През 1937 г. Джамбов и още няколко души посещават известната авто-каросерийна фабрика Кесборер в немския град Улм и автобусния завод МАН в Нюрнберг, водени от представителят на МАН за България Крум Ачков. Джамбов купува от Германия някои модерни машини, в резултат на което качеството на предлаганите каросерии е чувствително подобрено.
В периода 1937 – 1938 г. в Орхание са доставени 3 шасита Фарго, на чиято база са изработени специални каросерии, поръчани от Дирекция на въздухоплаването.
В края на 1930-те години, когато е отбелязан най-благоприятния период от предвоенната история на работилницата, се изработват по две каросерии месечно, а работниците на Рачо Джамбов вече са повече от 15.
По време на Втората световна война производството на каросерии е спряно, поради липса на шасита.
През 1947 г. работилницата на Рачо Джамбов е национализирана и продължава дейността си под името Автокарусерийна „Георги Димитров“. Джамбов остава на работа в своята фирма, като технически ръководител, а неговия племенник Рачо Христов Джамбов поема директорския пост. На 1 май 1948 г. е произведен първия следвоенен автобус, базиран на шаси Шкода RTO, като до края на същата година в Ботевград са комплектовани с пътнически каросерии още 3 – 4 четири платформи от същата марка. През септември 1948 г. една от каросериите е показана на Пловдивският мострен панаир, което е и първата подобна изява за автобусите, изработвани в Ботевград.
В началото на 1950-те години започва разширяване на предприятието, в резултат на което става възможен монтажа на пет автобуса едновременно. През 1955 г. за първи път се въвежда използването на метален винкел за изработването на скелетите. Същата година синът на Рачо Джамбазов – Василий постъпва на работа в цеха. Мъжът е завършил в политехническия иститут в Мюнхен.
През 1956 г. „по предложение на работническия колектив“, работилницата за автобусни каросерии в Ботевград е наречена „Чавдар“. След 2 години е представен прототип на модерен автобус с вагонна каросерия, чието серийно производство е усвоено в края на 1950-те години. През 1959 г. в Ботевград е изработен и прототип на луксозен туристически автобус, наречен „Чавдар-Туту“. Той се отличава с високото ниво на комфорт, панорамните стъкла, креслообразните седалки с променлив наклон и странично изместване и др.
След 1962 г. серийните модели М-65 и М-66, предназначени съответно за градски и междуградски превози вече се снабдяват с пневматичен автомат за отваряне на вратите, а обикновените стъкла са заменени със секуритни. От същата година датира и производството на малки автобуси, базирани на шаси от ГАЗ-51 със специфично оформена предна част, които стават популярни с името „Пионер“.
В края на 1966 г. в Научноизследователски и проекто-конструкторски институт за двигатели и автомобили (НИПКИДА) в София започва проектирането на модерните автобуси Чавдар М-80 и М-81, които също са базирани на товарно шаси Шкода, а серийното им производство започва през 1968 г. и достига до 400 – 500 броя годишно. Художник-проектант на каросерията е инж. Борис Ачков.
През 1968 г. е предприета радикална модернизация и разширяване на предприятието, както и подготовка за производството на изцяло нова, модерна каросерия по лиценз на Кесборер. Първите два прототипа са построени от Erste Ulmer Karosseriefabrik Karl Kässbohrer гр. Улм - ФРГ и са доставени в България още през 1970 г., но серийното им производство е усвоено едва през 1974 г. На външен вид те са почти идентични с актуалния по това време модел на Кесборер „Сетра“, но са адаптирани към шаси от Шкода с предно разположен двигател и различна като пропорции и междуосие ходова част. Това от своя страна налага цялостна преработка на каросерията, в резултат на което се получава един оригинален автобус, който няма аналог сред серийната гама на германската компания.
През втората половина на 1970-те години годишното производство достига 2800 броя, което от своя страна позволява част от готовата продукция да бъде пласирана в чужбина.
По това време един автобус „Чавдар“ се състои от 45 000 детайла, а личният състав ангажиран във всички фази на производствения процес възлиза на 1850 души.
През 1977 г. е усвоено и производството на модерните автобуси Чавдар 11 М4, което е вторият етап от лицензния договор с Кесборер. Моделите 11 М4 вече са със самоносеща каросерия и техните разновидности изцяло повтарят външните линии на германските оригинали, но се предлагат с чешки двигатели от ЛИАЗ, както и унгарски Раба-МАН. По време на специализираното международно изложение на туристически автобуси през 1977 г., проведено в Дубровник, Югославия, „Чавдар“ 11 М4 получава трета награда. Същият модел се завръща със златни медали и след своите участия на международните панаири в Пловдив и Бърно, Чехословакия през 1978 г. През този период автобусите „Чавдар“ вече се експортират в Афганистан, Никарагуа, Северна Корея, Гърция и др.
Интересно е да се отбележи, че още през 1968 г. е създадена База за техническо развитие на автобусите (БТРА), която след време прераства в институт. През 1970-те и 1980-те години именно там са конструирани множество прототипи, част от които впоследствие са внедрени и в серийно производство. По известните от тях са Чавдар 5С-1 – първият в света сериен микробус тип 4x4, модерните градски автобуси В 14 – 20, микробусът LC-51, базиран на шаси Авиа, а също така тролейбуси, съчленени автобуси и др.
Високопроходимият „Чавдар“ 5С е проектиран от инженерите Кирил Хаджиев и Любомир Тошев в края на 1970-те години, а първата експериментална серия от 16 шасита е готова през 1979 г., когато са демонстрирани и няколкото завършени прототипа. Серийното производство на 5С е усвоено около две години по-късно и продължава до средата на 1990-те години. През 1979 г. компанията Чавдар, в сътрудничество с полския Autosan, построява два прототипа на автобуса Autosan-Чавдар 11M4 / H11.
Първоначалните планове са 5С да бъде лансиран с изцяло нов дизайн, чието проектиране е поверено на инж. Петко Мишев от Центъра по промишлена естетика. Модерните прототипи са изработени в единични бройки, които представят няколко различни модификации – лекотоварен, фургон, микробус и дори военен автомобил. В началото на 1980-те години дебютира и серийният микробус LC-51, базиран на Авиа.
Един от големите успехи на „Чавдар“ в чужбина е свързан с модерния градски автобус Чавдар В 13 – 20, представен през 1981 г., чиято цялостна концепция е разработена от екип на БТРА с ръководител инж. Златьо Златев. Този проект стартира в резултат от един международен конкурс, обявен от общината на град Атина за доставката на 200 пътнически автобуса, които да заменят остарелия автопарк на града. Въпреки силната конкуренция от страна на изявени западни компании, конкурсът е спечелен от „Чавдар“, а дизайнът на новия модел, наречен В 13 – 20, е дело на инж. Мишев.
През 1984 г. е закупен лиценз от австрийската фирма Щайр-Даймлер-Пух за производството на фамилия линейни автобуси – градски Чавдар 130, крайградски Чавдар 330 и съчленен градски автобус Чавдар 140. Новите модели са усвоени през 1988 г., когато е завършена първата производствена серия от 10 автобуса, оборудвани с агрегати ЛИАЗ. През същия период са изработени опитни образци и малки серии от новата фамилия междуградски и туристически автобуси Чавдар 410, 420, 430 и 530.
Пак през 1984 г. „Чавдар“ и унгарския производител на автобуси Икарус създават съвместен прототип на съвременен 8-метров автобус с 30 места.
През 1990-те години е създадена компанията „Чавдар“ ЕАД.
През 1993 г. комбинатът сключва договор с германската компания МАН за сътрудничество в развитието, производството и продажбите на автобуси „Чавдар“, в резултат на което година по-късно се появява новият съчленен градски автобус Чавдар 141, който е с конструктивен дефект – неправилно разпределение на тежестта в съчленената част. След 9 години употреба, през 2005 г. в София вече са бракувани 2 автобуса от модела, като в началото на 2012 г. в София на линия са 11 от 30-те закупени. В Бургас през 2005 г. се движат 8 от 11-те закупени. Към 2015 г. вече всички автобуси от модела „Чавдар 141“ са спрени от движение в София, запазен е само един автобус за музейни цели. В Бургас последните два екземпляра от модела 141 са бракувани в края на 2012 г., а от модела 120 са бракувани през февруари 2013 г.
В началото на 1999 г. финансовото състояние на предприятието е твърде нестабилно, което довежда до неговата ликвидация по-късно същата година. Негов наследник е фирмата „Кента“.

## Галерия
- Чавдар 11М3
- Чавдар Б 13 – 20
- Чавдар 120
- Чавдар 120
- Чавдар 130
- Чавдар 141
- Чавдар 5C
- Чавдар 11Г5